# Ferdinand van Württemberg

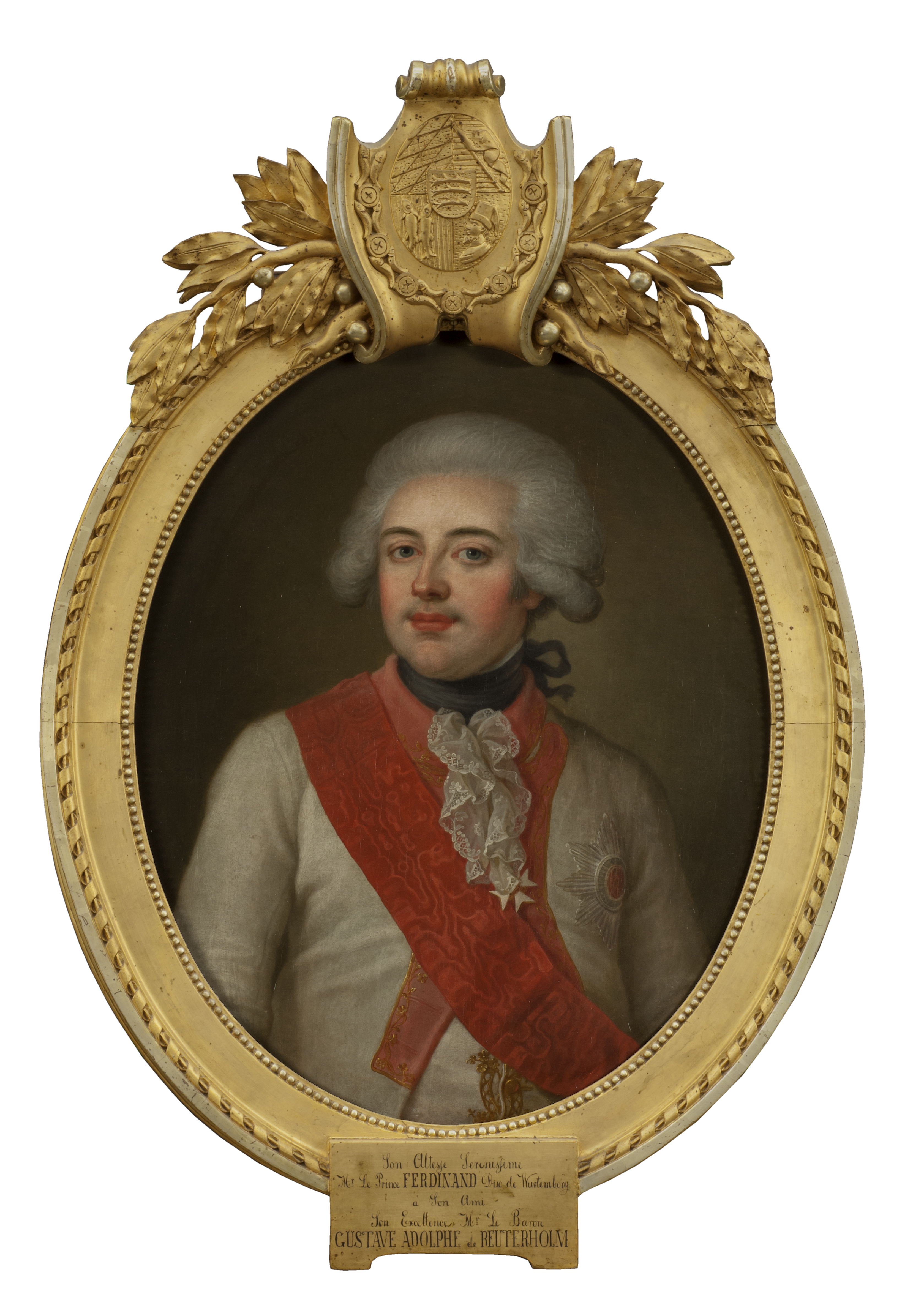
Ferdinand van Württemberg.

Ferdinand Frederik August van Württemberg (Treptow an der Rega, 21 oktober 1763 - Wiesbaden, 20 januari 1834) was hertog van Württemberg en Oostenrijks veldmaarschalk. Hij behoorde tot het huis Württemberg.

## Levensloop
Ferdinand was de vijfde zoon van hertog Frederik Eugenius van Württemberg uit diens huwelijk met Frederika Dorothea Sophia van Brandenburg-Schwedt, dochter van markgraaf Frederik Willem van Brandenburg-Schwedt.
Op zijn achttiende werd hij luitenant-kolonel in het Oostenrijkse leger. Na zijn deelname aan de Russisch-Turkse Oorlog werd hij op 9 april 1788 tot generaal-majoor en op 20 augustus 1790 tot veldmaarschalk-luitenant bevorderd en na de uitbraak van de Eerste Coalitieoorlog tegen het revolutionaire Frankrijk nam hij deel aan gevechten in de Nederlanden en de Nederrijn. In maart 1793 vocht hij onder aartshertog Karel van Oostenrijk-Teschen mee in de Slag bij Neerwinden. Ferdinand verdreef hierbij de Franse linkervleugel aangevoerd door generaal Marie Pierre Chesnon de Champmorin en bestormde Zoutleeuw. Vanaf 7 april leidde hij het Beleg van Condé en dwong de bevelhebbende generaal Jean Nestor de Chancel op 11 juli tot de capitulatie. Als verdienste hiervoor werd de hertog op 23 juli 1793 onderscheiden met het commandeurskruis van de Orde van Maria Theresia. In het voorjaar van 1794 schoot hij het door Franse troepen bedreigde prinsbisdom Luik te hulp, maar ook Ferdinand kon het verlies van het bisdom niet verhinderen.
Tijdens de veldtocht van 1795 voerde hij aan de Rijn een legerkorps aan tegen de inval van het Franse leger onder leiding van maarschalk Jean-Baptiste Jourdan, waarbij hij opereerde tussen de rivieren Lahn en Sieg. Tussen 9 en 16 september 1795 leidde hij verschillende gevechten, die hem echter haastig op de terugtocht drongen. De afloop van een conventie in Fort Ehrenbreitstein maakte op 4 januari 1796 een einde aan de veldtocht. Op 21 maart werd hertog Ferdinand gepromoveerd tot veldtochtmeester. Bij de veldtocht van 1796 was hij in de Nederrijn bevelhebber van een korps van 18.000 man, dat opereerde tegen de linkervleugel van het Samber en Maasleger van de Franse generaal Jean-Baptiste Kléber. Eind juni 1796 diende Ferdinand wegens fysieke problemen de actieve legerdienst te verlaten, waarna hij zich terugtrok in Wenen.
Toen Napoleon Bonaparte in het voorjaar van 1797 oprukte naar Binnen-Oostenrijk, werd Ferdinand teruggeroepen naar het leger. Op 18 maart werd hij benoemd tot commanderend generaal in Binnen- en Opper-Oostenrijk. Op 12 april 1797 nam hij de organisatie van een vrijwilligersleger op zich, dat Wenen diende te beschermen. Ferdinand vestigde zijn hoofdkwartier in Klosterneuburg. Na de Vrede van Leoben, die enkele dagen later gesloten werd, was dit leger niet meer nodig en zat Ferdinands opdracht erop. Van 1798 tot 1799 en in 1805 fungeerde hij nog als militair vertegenwoordiger in Sint-Petersburg. Als commanderend generaal in Binnen-Oostenrijk ondersteunde hij in augustus 1799 eveneens de doortocht van een Russisch hulpleger in Opper-Italië. Op 5 september 1800 werd hij benoemd tot commanderend generaal boven en beneden de Enns en stadscommandant van Wenen. Op 1 april 1805 beloonde keizer Frans I hem met de rang van veldmaarschalk. Ferdinand bleef stadscommandant van Wenen tot in 1820 en was daarna van 1829 tot 1834 nog gouverneur van de Vesting van Mainz. In januari 1834 overleed hij op 70-jarige leeftijd.
Als lid van het koninklijk huis van Württemberg was Ferdinand eveneens lid van de Württembergse Kamer van Standsheren. Hij was nooit aanwezig en liet zich ook niet vertegenwoordigen.

## Huwelijken
Ferdinand trad tweemaal in het huwelijk. Op 18 maart 1795 huwde hij met Albertine (1771-1829), dochter van vorst Christiaan Günther III van Schwarzburg-Sondershausen. Het huwelijk bleef kinderloos en werd in 1801 ontbonden.
Op 23 februari 1817 huwde hij in Marseille met Pauline (1771-1855), dochter van graaf Franz Georg Karel von Metternich-Winneburg. Door het huwelijk werd hij een schoonbroer van de Oostenrijkse eerste minister Klemens von Metternich.
- Gemeinsame Normdatei: 117505498
- Virtual International Authority File: 77095318